# 苏州和服事件

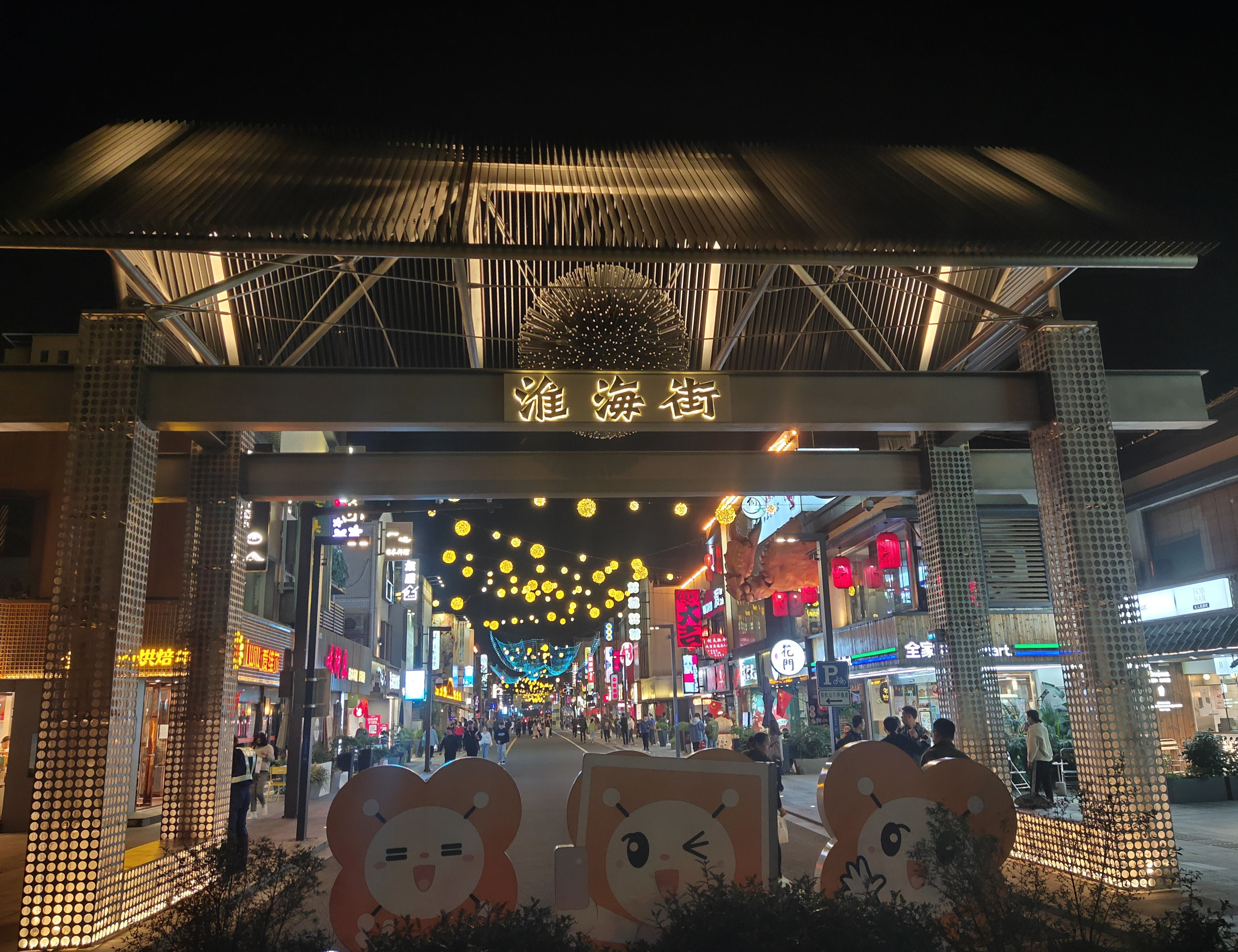
事件發生地蘇州淮海街

苏州和服事件是2022年8月14日从新浪微博开始，通过网络传播的舆论事件。8月10日，女Cosplayer在苏州淮海街穿着浴衣式和服拍摄，被警察以涉嫌寻衅滋事罪带离。8月14日，女Cosplayer在新浪微博发文讲述事件经过，引起舆论广泛关注。

## 事件经过
2022年8月10日下午4时左右，一名女性Cosplayer在苏州淮海街进行《夏日时光》小舟潮一角的Cosplay拍照。完成小舟潮的JK服拍摄后，她换上小舟潮的浴衣式和服继续拍摄。晚间19时左右，淮海街所在的苏州高新区狮山派出所警员在她排队购买拍摄道具——章魚小丸子时进行干涉。女子和摄影师被以涉嫌寻衅滋事罪带离现场。20时30分左右，至狮山派出所进行调查。
带离前，摄影师拍摄了双方对话视频，对话如下：
警員：「如果你穿漢服來，我絕對不會這樣說，但是你穿和服......你是中國人，不能穿和服。」

女子：「可以這樣大聲對我吼嗎？」

警員：「可以」。

女子：「（帶走我）有甚麼理由呢？」

警員：「涉嫌尋釁滋事，好吧」

《北京青年报》深一度报道曾提及，该女子自述为向浴衣的预定买家解释，她在8月12日下午，将事件发布在QQ空间。被人转发至微博，引起网友讨论。13号上午，她发现QQ空间被封禁，原因是被多人投诉举报。引发网络舆论关注则是在8月14日。8月14日，该女子为在新浪微博关于此事讨论中，进行澄清。她使用帐号“是影子不是本人”发表超七百字长文，讲述事情经过，并上传她与警员对话现场的视频。该女子在长文中称10日当天，警方在派出所内，对她和摄影师进行“教育、筆錄、查勘手機所有內容、刪照片、給我拍照、沒收c服[Cosplay服装]”8月11日凌晨1时许，警方允许他们离开。离开后，警方通知摄影师的学校。
8月14日，该女子微博发布后，引发关注。网友除支持外，亦有微博网友质疑她选择公开的时间点敏感。8月15日，该女子在微博再度发文，“澄清若干網友的誤解，並深覺打擾大家感到抱歉”。
8月18日，《北京青年报》深一度采访化名小亚的当事女子。小亚表示「2020年也曾穿和服在蘇州淮海街拍照，當地也沒有禁止穿和服拍照的規定，何況『以前我也見過其他人在這條街上穿和服』」。小亚亦指涉事警员为辅警。10日视频开始拍摄前，该辅警曾指责小亚「你們穿和服，我覺得你們是在煽動民族仇恨啊」。同时，她的和服沒有如传言所说的在现场"被撕爛，因為和服袖子下本身是有開口，對方扯了和服的一角，那個開口便露出來。”除笔录外，她在派出所时，还写一份约五百字的书面检讨，大意是“我知道穿着日式服装上街是很危险的行为”。当时，警员虽然删除拍摄的浴衣式和服的照片，但因“相机有两份数据，所以保留下来了一部分。”离开时，除和服外，警方扣留了小亚的“襪子和木底人字拖”，因為「這一看就是日本的，也要收掉」。
深一度问及小亚：“你有思考过为什么自己会被[网络舆论]这样对待吗？”她表示：“思考过。我也能够理解那些人的想法，他们想的是，你穿和服就是没有家国情怀，我想的是，我们有穿衣的自由。这两种想法完全不在一条线上，没有办法。”并否认本次事件是微博传言的“自导自演”。
深一度记者采访淮海街物业工作人员，被告知淮海街管理规定凡是营利性和赞助性的拍摄需要报备，如果是个人的拍摄则不需要。淮海街一家售卖章鱼小丸子的店家称，平时淮海街上穿cosplay拍照的人很多，之前也见到过穿日式服装拍照的人被保安驱赶。另一家日料店商家表示，没有明文规定不能穿和服。亦有相关评论引用来源于盖帝图像、2020年10月在淮海街拍摄的，穿和服的市民群体的照片。
深一度报道发表前的8月18日下午，记者致电狮山派出所，派出所表示电话里无法回答采访提问，亦未有其他回应。报道后被删除。
8月19日晚间，《北京青年报》报道，当日下午5点，狮山派出所警员上门归还此前没收的衣服和鞋袜。
8月20日，早报网相关报道提及，小亚所使用的微博帐号“是影子不是本人”所有贴文均已删除，仅留下空白页面。

## 各方观点
各方讨论焦点多为三个方面，個人自由（和服自由）、警权边界、寻衅滋事罪。除《北京青年报》在8月18日对当事女子的采访报道被删除外，香港01文章指“相關評論尤其是批評警權不可任性、尋釁滋事不可濫用的文章，也有不少被刪除”。此外，有普通网友在微信发布秋瑾、鲁迅、李大钊等人的和服照片，“意在告誡意識形態過於強烈的人不要太大驚小怪”。
2022年8月15日，胡锡进在新浪微博发文评论，他认为中国社会不应禁止穿和服，“但是有人要穿和服时，我劝他们一定要注意周围环境，防止引起周围人不悦，更要尽量避免自己成为不必要的争议中心。尊重多数人的感受，这总不是错的。”胡锡进的立场被认为偏向苏州警方。
8月17日，长平在《德国之声》网站发表评论，他认为“对于普通民众来说，苏州警察传递出的信号仍然强烈而且有效的：那就是要强化仇日反美自觉意识，任何立场失误都有可能带来麻烦，而且这些麻烦正在升级。这是一个以暴力和恐吓为基础的‘再教育’的典型案例。”
或有评论者认为，此事为人为推动的舆论事件，但猜测的「推手」身份不同。有评论者认为，此类在中国大陆常见的「女性+和服+九一八、國家公祭日等敏感時間點」的行为「或是脫敏，或是沖淡紀念日的氛圍」。自由亚洲电台报道，旅美时事评论员唐靖远认为，8月10日的事件“在‘8.15’[日本投降日]这个时间点上被拿出来炒作，是[中国]官方有意为之。”本次事件与之前发生的取消多地夏日祭活动等事件，是中国方面为“转移国内矛盾视线，最近透过一系列涉及日本的事件，进一步煽动反日、仇日情绪”。

## 备注
1. ↑  2022年8月13日是淞沪会战爆发85周年、8月15日是日本投降77周年。